# Максвелл Голт
Максвелл Філіп Голт (англ. Maxwell Philip Holt, нар. 12 березня 1987, Цинциннаті, Огайо, США) — американський волейболіст, бронзовий призер Олімпійських ігор 2016 року.

## Виступи на Олімпіадах
| Олімпіада           | Дисципліна | Місце |
| ------------------- | ---------- | ----- |
| Ріо-де-Жанейро 2016 | волейбол   | 3     |

## Зовнішні посилання
- Максвелл Голт — олімпійська статистика на сайті Sports-Reference.com (англ.) (архівна версія)
- Максвелл Голт [Архівовано 24 листопада 2021 у Wayback Machine.]. (англ.)
- Максвелл Філіп Голт [Архівовано 29 листопада 2021 у Wayback Machine.] // Профіль гравця на сайті Волейбольної ліги Італії LegaVolley. (італ.)

1. 1 2 3 4 5 6 7  Леґа Паллаволо Серія А — 1987.